# 中國國家京劇院

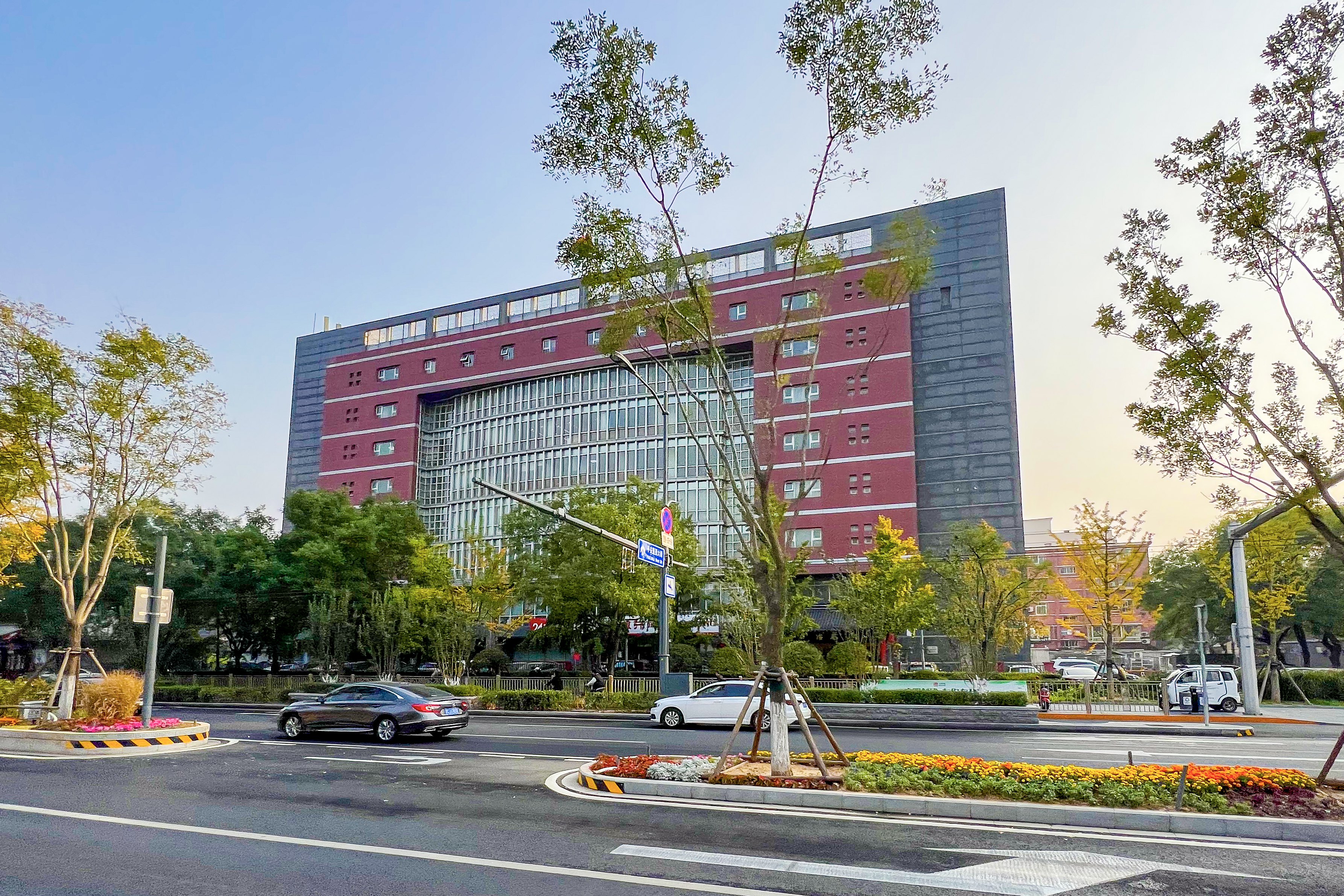
国家京剧院总部大楼

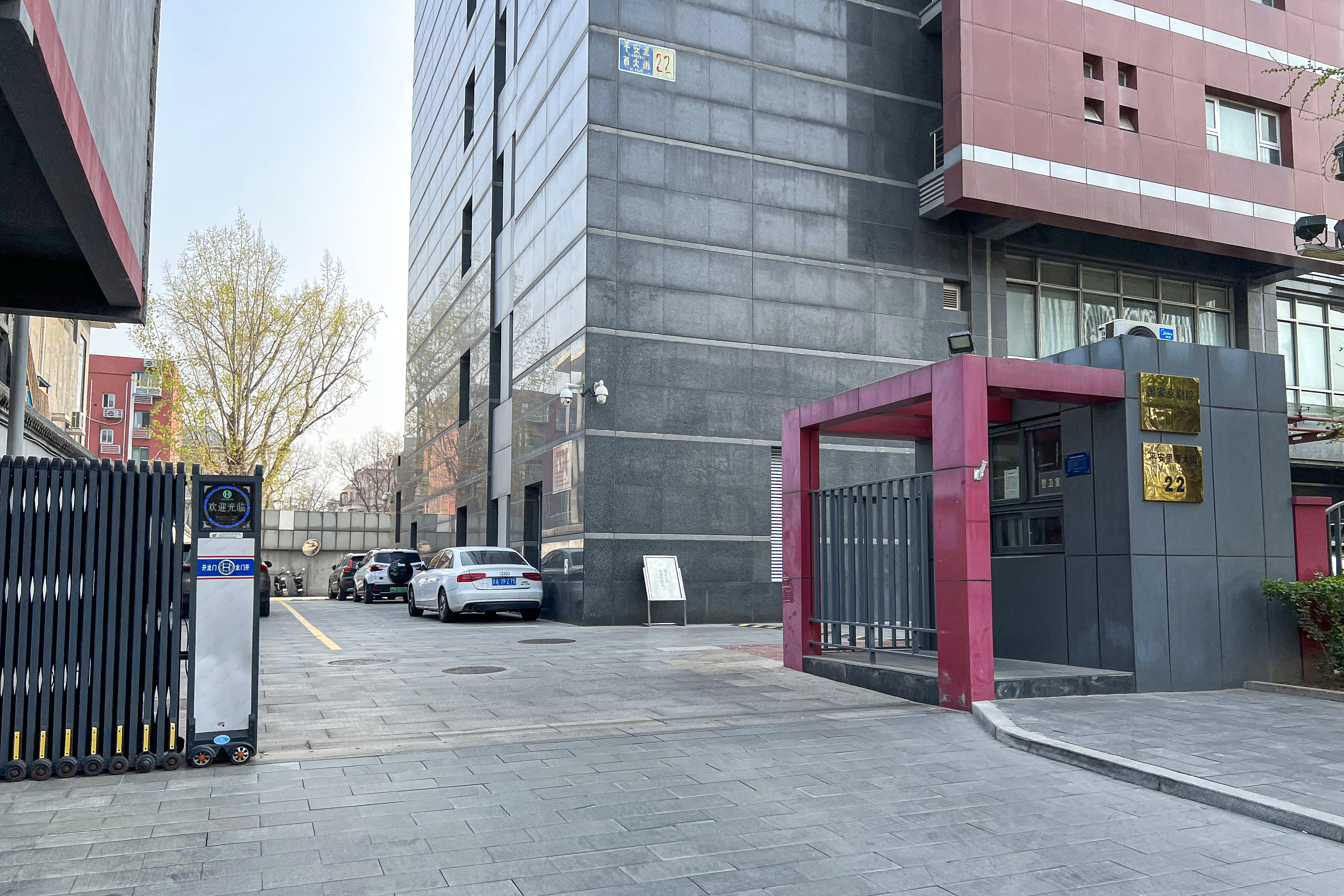
国家京剧院正门

中國國家京劇院是直屬中華人民共和國文化和旅遊部的中國國營京劇院團，总部位于北京市西城区平安里西大街22号。2007年11月28日以前名叫中國京劇院。現任黨委書記是劉孝華，前任院長是吳江，現任院長是宋官林。目前設有一團、二團、三團，另有舞台美術中心、藝術創作研究部、業務部3個部門。

## 历史
中國國家京劇院和前身中國京劇院是1955年1月在北京成立，創院院長是梅蘭芳。初期叫做“中國京劇團”，後來擴編成“中國京劇院”，底下有一團、二團、三團、四團4個京劇團。文化大革命期間，對外恢復使用中國京劇團名稱。

## 主要人物
曾在劇院搞創作的主要創作人員有翁偶虹、范鈞宏、呂瑞明、阿甲、鄭亦秋（以上是劇作家和編導）；劉吉典（作曲家）等人。曾在劇院表演的主要演員有李少春、劉長瑜、李金泉、張春華、張雲溪、張盛利、袁世海、白登雲、周國興、庚金群、沈玉才、鍾世章、李奘圖、錢浩樑、萬瑞興、吳有禹、唐繼榮、李門、李超、林宗禔、費玉明、張火丁等。